# Gentianella divisa
Gentianella divisa là một loài thực vật có hoa trong họ Long đởm. Loài này được (Kirk) Glenny mô tả khoa học đầu tiên năm 2004.